# Callosciurus phayrei
Callosciurus phayrei is een zoogdier uit de familie van de eekhoorns (Sciuridae). De wetenschappelijke naam van de soort werd voor het eerst geldig gepubliceerd door Blyth in 1856.

## Voorkomen
De soort komt voor in China en Myanmar.